# Mesoleptus ignotus
Mesoleptus ignotus är en stekelart som beskrevs av Cresson 1868. Mesoleptus ignotus ingår i släktet Mesoleptus och familjen brokparasitsteklar. Inga underarter finns listade i Catalogue of Life.